# Jetté (canton)
Pour les articles homonymes, voir Jetté.
Jetté est un canton canadien de l'Est du Québec situé dans la région administrative du Bas-Saint-Laurent dans la vallée de la Matapédia.  Il fut proclamé officiellement le 16 octobre 1920.  Il couvre une superficie de 25 515 hectares.

## Toponymie
Le toponyme Jetté est en l'honneur de Louis-Amable Jetté (1836 - 1920) qui fut, entre autres, lieutenant-gouverneur du Québec, député à la Chambre des communes du Canada et juge à la Cour supérieure de Montréal.